# Rolf Julius

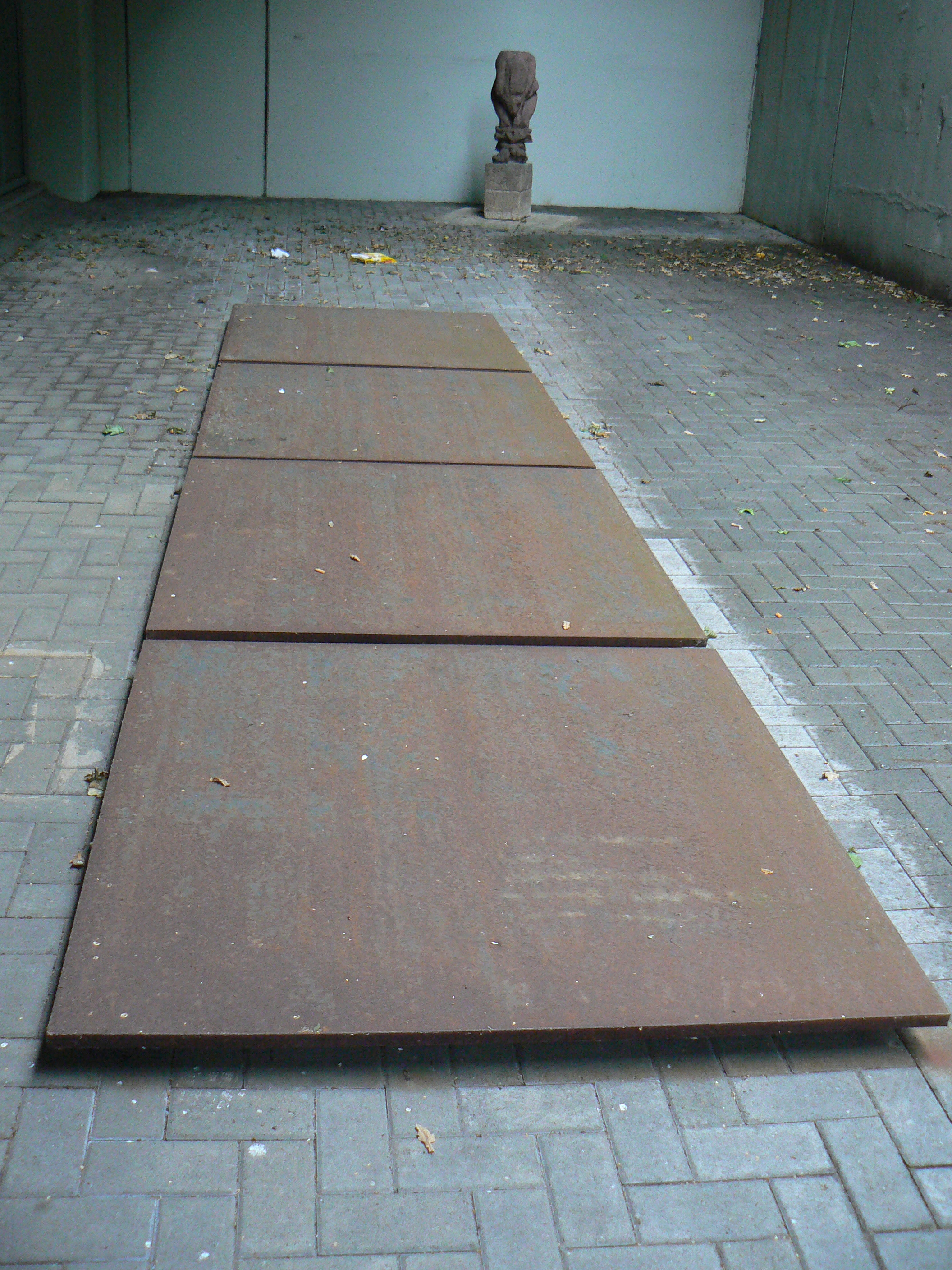
4 x Eisen, offentlig skulptur av Julius vid Glaskasten Museum i Marl i Tyskland.

Rolf Julius, född 25 januari 1939 i Wilhelmshaven, död 21 januari 2011 i Berlin, var en tysk konstnär främst känd för sina ljudinstallationer. Mellan åren 1995 till 1996 var han professor vid konsthögskolan i Bremen.
Julius studerade vid konsthögskolan i Bremen och i Berlin mellan åren 1961 till 1969. Från mitten av 1970-talet fokuserade han på kopplingen mellan samtida konstmusik och visualitet. Mot slutet av 1970 började han spela in och använda ljud och oljud i sina arbeten och skapa egna kompositioner. 1983-1984 var han verksam i New York på ett arbetsstipendium. 1991 blev han docent vid Japan Foundation i Kyoto.
Julius kompositioner kännetecknas av en akustisk minimalism. Ofta utgår han från vardagliga ljud, inspelade med enkel teknik som en vanlig bandspelare. Ljudet använder han sedan i olika former av installationer.

## Utställningar (i urval)
- Für Augen und Ohren - 1980, Akademie der Künste, Berlin
- Musik for a long time - 1983, P.S.1, New York
- Klanginstallationen - 1984, Gesellschaft für Aktuelle Kunst, Bremen
- documenta 8 - 1987, documenta 8, Kassel
- Wie laut ist die Stille - 1992, Museu de Arte Moderna, Rio de Janeiro
- sonambiente - 1996, Akademie der Künste, Berlin
- Musik für einen fast leeren Raum - 1998, Hamburger Bahnhof, Museum für Gegenwart, Berlin
- Minimal Affect - 2000, Museum of Contemporary Art, North Miami
- Musik weit entfernt - 2005, Berlinische Galerie
- Grau schweigt - 2006, Kunstmuseum Bochum
- Noiseless (tillsammans med Akio Suzuki) - 2007, MOMAK The National Museum of Modern Art, Tokyo.[2]
- Weiter entfernt (Musik für den Blick nach unten) - 2008, Neues Museum Weserburg, Bremen